# Фокс, Вивика Анджанетта
Виви́ка Анджане́тта Фокс (англ. Vivica Anjanetta Fox; род. 30 июля 1964, Саут-Бенд, Индиана) — американская актриса и продюсер. Прорывом в карьере Фокс стала роль в фильме 1996 года «День независимости», после чего она исполняла основные роли в таких фильмах, как «Вызов» (1996), «Пища для души» (1997), «Почему дураки влюбляются» (1998) и «Игра для двоих» (2001). Фокс также известна благодаря роли Верниты Грин в дилогии «Убить Билла», а в дополнении к этому снялась в более чем семидесяти кинофильмах, как голливудских, так и независимых и низкобюджетных для выхода сразу на видео. Фокс также известна благодаря работам на телевидении, где она часто выступала продюсером реалити-шоу.

## Ранние годы
Родилась в городе Саут-Бенд, штат Индиана. Вивика имеет афроамериканское и индейское происхождение. Окончила Арлингтонскую среднюю школу в Индианаполисе, штат Индиана. В колледже «Голден Вест» получила степень в области социальных наук.

## Карьера
В 1988 году Фокс начала свою карьеру с ролей в дневных мыльных операх «Поколения», «Дни нашей жизни» и «Молодые и дерзкие». Она снялась в пилотном эпизоде ситкома ABC «Живые куклы», спин-оффе «Кто здесь босс?», но после она была заменена на Хэлли Берри. В 1992-93 годах она играла роль дочери модельера героини Патти Лабель, в ситкоме NBC «Всю ночь». В начале 1990-х она также появлялась в эпизодах «Беверли-Хиллз, 90210», «Принц из Беверли-Хиллз», «Семейные узы» и «Мэтлок».
В 1996 году Фокс приняла участие в съёмках фильмов «День независимости» с Уиллом Смитом и «Вызов» с Кимберли Элиз, Джадой Пинкетт и Куин Латифа. Благодаря этим картинам многие критики обратили на неё своё пристальное внимание, а некоторые известные голливудские режиссёры стали предлагать ей первые роли в своих картинах. В 1997 году она снялась в фильме «Пища для души» с Ванессой Уильямс, там она сыграла роль Максин. В следующем году Fox дал Фокс собственный ситком Getting Personal, который просуществовал лишь семнадцать эпизодов. В 2000 году она сыграла основную роль в первом сезоне афро-драмы CBS «Городские ангелы». Более удачно Фокс снималась в романтических комедиях с афро-американскими героями, среди которых были «Почему дураки влюбляются», «На том свете», «Игра для двоих» и «Суперстар». Также она сыграла в дилогии Тарантино «Убить Билла». В дополнение у неё были роли второго плана в фильмах «Бэтмен и Робин», «Рука-убийца», «Убить миссис Тингл», «Морское приключение» и «Заколдованная Элла».
В начале 2000-х Фокс создала собственную производственную компанию и начала продюсировать кинофильмы и телевизионные проекты. Первым из них стал сериал «Миссия ясновидения» (2003—2006) для Lifetime, где она также сыграла одну из основных ролей. Фокс также работала ведущей в различных телевизионных реалити-шоу. В 2006 году она участвовала в третьем сезоне «Танцы со звездами», а в 2015 году — в «Кандидат». Фокс также продолжала брать на себя второстепенные роли на телевидении, в таких шоу как «Умерь свой энтузиазм». Тем временем большинство её фильмов были произведены для выхода Direct-to-video. В 2015 году она взяла на себя роль злобной старшей сестры Куки Лайон в прайм-тайм мыльной опере «Империя».

## Личная жизнь
В декабре 1998 года она связала себя узами брака с певцом Кристофером Харвестом, но в июне 2002 года супруги подали на развод.

## Частичная фильмография
| Год       |    | Русское название                                        | Оригинальное название                                                    | Роль                    |
| --------- | -- | ------------------------------------------------------- | ------------------------------------------------------------------------ | ----------------------- |
| 1988      | с  | Чайна-Бич                                               | China Beach                                                              | Тоффи Кандетт           |
| 1989      | ф  | Рождённый четвёртого июля                               | Born on the Fourth of July                                               | проститутка             |
| 1995      | тф | Пилоты из Таскиги                                       | The Tuskegee Airmen                                                      | Шарлин                  |
| 1996      | ф  | Не грози Южному централу, попивая сок у себя в квартале | Don’t Be a Menace to South Central While Drinking Your Juice in the Hood | мама Пепельницы         |
| 1996      | ф  | День независимости                                      | Independence Day                                                         | Джасмин Дюброу          |
| 1996      | ф  | Вызов                                                   | Set It Off                                                               | Фрэнки Саттон           |
| 1997      | ф  | Зов плоти                                               | Booty Call                                                               | Листерин                |
| 1997      | ф  | Бэтмен и Робин                                          | Batman and Robin                                                         | мисс Хейвен             |
| 1997      | ф  | Пища для души                                           | Soul Food                                                                | Максин                  |
| 1997      | тф | Царь Соломон: Мудрейший из мудрых                       | Solomon                                                                  | Царица Савская          |
| 1998      | ф  | Почему дураки влюбляются                                | Why Do Fools Fall in Love                                                | Элизабет Уотерс         |
| 1999      | ф  | Рука-убийца                                             | Idle Hands                                                               | Деби Лекюр              |
| 1999      | тф | Чудесное превращение                                    | A Saintly Switch                                                         | Сара Андерсон           |
| 1999      | ф  | Убить миссис Тингл                                      | Teaching Mrs. Tingle                                                     | мисс Голд               |
| 2000      | тф | Хендрикс                                                | Hendrix                                                                  | Фэй Приджен             |
| 2000      | с  | Городские ангелы                                        | City of Angels                                                           | доктор Лилиан Прайс     |
| 2001      | ф  | На том свете                                            | Kingdom Come                                                             | Люсиль Слокамб          |
| 2001      | ф  | Игра для двоих                                          | Two Can Play That Game                                                   | Шанте Смит              |
| 2001      | ф  | Хранительница секретов                                  | Little Secrets                                                           | Полин                   |
| 2002      | ф  | Суперстар                                               | Juwanna Mann                                                             | Мишель Лэнгфорд         |
| 2002      | ф  | Морское приключение                                     | Boat Trip                                                                | Фелиция                 |
| 2003      | ф  | Делай или сдохни                                        | Ride or Die                                                              | Лиза                    |
| 2003      | ф  | Убить Билла. Фильм 1                                    | Kill Bill: Vol. 1                                                        | Вернита Грин            |
| 2003      | мф | Ким Пять-с-плюсом: Борьба во времени                    | Kim Possible: A Sitch in Time                                            | взрослая Моник          |
| 2004      | ф  | Мотивы                                                  | Motives                                                                  | Констанс Симмс          |
| 2004      | ф  | Убить Билла. Фильм 2                                    | Kill Bill: Vol. 2                                                        | Вернита Грин            |
| 2004      | ф  | Заколдованная Элла                                      | Ella Enchanted                                                           | Люсинда                 |
| 2004      | ф  | Взрыв                                                   | Blast                                                                    | агент Рид               |
| 2004—2006 | с  | Миссия ясновидения                                      | Missing                                                                  | Николь Скотт, агент ФБР |
| 2005      | ф  | Салон                                                   | The Salon                                                                | Дженни                  |
| 2005      | тф | Двойная игра                                            | Getting Played                                                           | Андреа Коллинз          |
| 2006      | ф  | Прочная защита                                          | The Hard Corps                                                           | Тамара Барклей          |
| 2007—2009 | с  | Умерь свой энтузиазм                                    | Curb Your Enthusiasm                                                     | Лоретта Блэк            |
| 2007      | ф  | Мотивы: Возмездие                                       | Motives 2                                                                | Констанс Симмс          |
| 2007      | ф  | Убежище                                                 | Cover                                                                    | Захара Милтон           |
| 2007      | ф  | В эту игру могут играть трое                            | Three Can Play That Game                                                 | Шанте Смит              |
| 2008      | ф  | Кинозвезда в погонах                                    | Private Valentine: Blonde & Dangerous                                    | сержант Луиза Морли     |
| 2009      | ф  | Верзила Салмон                                          | The Slammin' Salmon                                                      | Нутелла                 |
| 2010—2013 | мс | Скуби-Ду! Мистическая корпорация                        | Scooby-Doo! Mystery Incorporated                                         | Эйнджел Динамит         |
| 2011      | ф  | Чёрное золото                                           | Black Gold                                                               | Джеки                   |
| 2012      | ф  | Чёрный ноябрь                                           | Black November                                                           | Анджела                 |
| 2012      | ки | Hitman: Absolution                                      | Hitman: Absolution                                                       | Лассандра Диксон        |
| 2014      | тф | Акулий торнадо 2: Второй по счёту                       | Sharknado 2: The Second One                                              | Скай                    |
| 2014      | ф  | Наёмницы                                                | Mercenaries                                                              | бывший агент ЦРУ        |
| 2015      | ф  | Шоколадный город                                        | Chocolate City                                                           | Кэтрин Маккой           |
| 2015      | ф  | Забытое                                                 | 4Got10                                                                   | Имани Коул              |
| 2016      | ф  | День независимости: Возрождение                         | Independence Day: Resurgence                                             | Джасмин Дюброу          |
| 2017      | ф  | Шоколадный город: Вегас                                 | Chocolate City: Vegas Strip                                              | Кэтрин Маккой           |
| 2017      | ф  | Вперёд! Глобальное состязание чирлидеров                | Bring It On: Worldwide #Cheersmack                                       | Богиня                  |
| 2018      | тф | Последний акулий торнадо: как раз вовремя               | The Last Sharknado: It’s About Time                                      | Скай                    |
| 2020      | ф  | Интрижка                                                | Hooking Up                                                               | Синди Брайтон           |
| 2020      | ф  | Криминальные боссы                                      | Arkansask                                                                | Она                     |